# Erich Lüdke
Erich Lüdke (Naumburg, 20 ottobre 1882 – Torgau, 13 febbraio 1946) è stato un generale tedesco, comandante supremo delle forze armate naziste in Danimarca (durante l’occupazione del Paese) dal 1º giugno 1940 al 29 settembre 1942.

## Biografia
Lüdke entra nell'esercito tedesco nel 1900 e nel 1910 viene promosso Oberleutnant. Allo scoppio della prima guerra mondiale viene promosso Hauptmann e diventa comandante di compagnia.

### La prima guerra mondiale
Durante la prima guerra mondiale viene decorato con la croce di ferro di seconda classe e con la croce dell’Ordine degli Hohenzollern.
Dopo la sconfitta della Germania Lüdke lavora nel Ministero della Reichswehr e viene promosso Oberstleutnant.

### Nel periodo tra le due guerre
Nel giugno 1935 Lüdke viene promosso Generalleutnant e gli viene conferito il comando della 9ª Divisione di Fanteria. L'anno dopo viene assegnato al comando della 34ª Divisione di Fanteria e nel 1937 viene assegnato al X Corpo di Armata ad Amburgo di cui diventa comandante dopo la morte del generale Wilhelm Knochenhauer.

### La seconda guerra mondiale
Il 1º giugno 1940 Lüdke sostituisce Leonhard Kaupisch come comandante delle forze d'occupazione tedesche in Danimarca e sei mesi dopo viene promosso generale di fanteria.
La crisi del telegramma e la crescente resistenza della popolazione danese contro l'occupazione nazista, convinsero Hitler ad adottare nei confronti della Danimarca una linea ancor più dura. Lüdke venne sostituito con Hermann von Hanneken.
Dopo la fine della seconda guerra mondiale Lüdke venne arrestato dai sovietici.